# كيفين بونيفازي
كيفين بونيفازي (بالإيطالية: Kevin Bonifazi)‏ (19 مايو 1996 برييتي في إيطاليا - ) هو لاعب كرة قدم إيطالي في مركز الدفاع.

## روابط خارجية
- كيفين بونيفازي على موقع الاتحاد الأوربي (الإنجليزية)
- كيفين بونيفازي على موقع قاعدة بيانات كرة القدم.إي يو (الإنجليزية)
- كيفين بونيفازي على موقع Soccerbase.com (لاعب) (الإنجليزية)
- كيفين بونيفازي على موقع Soccerway.com (الإنجليزية)
- كيفين بونيفازي على موقع عالم كرة القدم.نت (الإنجليزية)